# Valsaín
Valsaín és una localitat del municipi del Real Sitio de San Ildefonso, en la província de Segòvia (Castella i Lleó, Espanya). Se situa en el fons de la vall que porta el seu nom, pertanyent aquest al vessant nord-oest de la Sierra de Guadarrama.

## Economia
Les muntanyes de Valsaín —vessant septentrional de Guadarrama— han estat des de l'antiguitat la principal font d'economia de la localitat, per l'explotació dels seus recursos naturals i per l'aprofitament energètic que se'n pot treure. La presència de grans extensions de pinars, amb pins silvestres, ha propiciat que els oficis i cultura del poble vagin estretament lligats: per part de la indústria de la fusta es duu a terme una explotació sostenible, amb procediments tradicionals combinats.

## Història
A l'edat mitjana els reis de Castella feien servir el lloc per a la caça, com a reserva. Enric III va fer construir l'anomenada Casa del Bosque, a manera de palau, a finals del segle XIV, per allotjar la família reial durant les estades; el seu net Enric IV la va fer ampliar i reformar en pavelló de caça, on fins i tot va allotjar animals exòtics com un elefant i lleons. Els diferents monarques el van anar ampliant i reformant al llarg dels segles xvi i xvii. Amb Felip II es va transformar en un palau d'estil flamenc que fou usat com allotjament i també com a lloc «de retiro», on celebrar festes, lluny de la cort, fins a patir un incendi el 1686 que el va destruir totalment, durant el regnat de Carles II de Castella. No va ser restaurat i part dels seus materials van ser emprats per edificar un nou palau durant el regnat de Felip V d'Espanya, el de San Ildefonso, esplendorós, del que cal destacar la 'Sala de los Espejos'. A l'edifici s'hi van celebrar importants festes i cerimònies, com les donades amb motiu del casament de Felip II i Anna d'Àustria o el naixement de la filla del mateix monarca i Isabel de Valois, la infanta Isabel Clara Eugènia. D'aquest segon palau, en runes, sols resta en peu una torre i uns arcs de Juan Gómez de Mora.